# Wiktorija Kutusowa
Wiktorija Walerijiwna Kutusowa (ukrainisch Вікторія Валеріївна Кутузова; * 19. August 1988 in Odessa, Ukrainische SSR) ist eine ehemalige ukrainische Tennisspielerin.

## Karriere
Kutusowa begann im Alter von sieben Jahren in der Tennisakademie ihres Vaters Walerij Kutusow mit dem Tennisspielen.
Sie gewann in ihrer Karriere sechs Einzeltitel bei ITF-Turnieren. 2006 spielte sie ihre beste Saison, als sie bei den Grand-Slam-Turnieren in Paris, London und New York im Einzel jeweils die zweite Runde erreichte; zudem stand sie in Melbourne im Doppel ebenfalls in Runde zwei.
Ihre letzte Partie auf der Damentour spielte sie im Dezember 2011 bei einem ITF-Turnier in Antalya (Türkei) in der Woche nach ihrem letzten Titelgewinn.
Im Fed Cup trat sie ein nur einziges Mal für ihr Land an. Bei der 1:4-Niederlage des ukrainischen Fed-Cup-Teams gegen Italien im Februar 2010 verlor sie ihr Doppel gegen die Weltklassepaarung Sara Errani/Roberta Vinci in zwei glatten Sätzen.

## Turniersiege

### Einzel
| Nr. | Datum             | Turnier        | Kategorie    | Belag             | Finalgegnerin      | Ergebnis      |
| --- | ----------------- | -------------- | ------------ | ----------------- | ------------------ | ------------- |
| 1.  | 21. November 2005 | Deauville      | ITF $50.000  | Sand (Halle)      | Zwetana Pironkowa  | 6:4, 7:62     |
| 2.  | 27. November 2005 | Poitiers       | ITF $75.000  | Hartplatz (Halle) | Marit Ani          | 6:3, 3:6, 6:4 |
| 3.  | 19. November 2006 | Deauville      | ITF $50.000  | Sand (Halle)      | Alberta Brianti    | 6:1, 6:2      |
| 4.  | 4. Mai 2008       | Cagnes-sur-Mer | ITF $100.000 | Sand              | Marit Ani          | 6:1, 7:5      |
| 5.  | 28. August 2011   | Bukarest       | ITF $10.000  | Sand              | Laura-Ioana Andrei | 6:2, 7:5      |
| 6.  | 11. Dezember 2011 | Antalya        | ITF $10.000  | Sand              | Patricia Maria Țig | 3:6, 6:1, 6:1 |